# John Paul McCann
John Paul McCann (ur. 25 sierpnia 1879 w Dublinie, zm. 24 sierpnia 1952 tamże) – irlandzki zawodnik polo, członek reprezentacji Wielkiej Brytanii na letnich igrzyskach olimpijskich w 1908 roku, srebrny medalista olimpijski.
Na Letnich Igrzyskach Olimpijskich 1908 w Londynie, wraz z Hardressem Lloydem, Austonem Rotheramem i Percy O’Reilly, wystąpił w drużynie irlandzkiej i zdobył srebrny medal w polo. Wystąpił wówczas w meczu z drużyną Roehampton, przegranym przez Irlandczyków 1:8.